# Marlin Firearms
La Marlin Firearms Company est une compagnie fondée dans les années 1870 par John Marlin, localisé à North Haven, dans le Connecticut aux États-Unis, dont le domaine d'activité est la conception et la fabrication d'armes. Marlin produit notamment des fusils lever-action (à levier de sous-garde) et fusils à pompe en concurrence avec Winchester.

## Historique
Durant la Première Guerre mondiale Marlin est devenu l'un des plus grands producteurs de mitrailleuses dans le monde pour les États-Unis et ses alliés, spécialisé dans la construction de la mitrailleuse Browning M1895-Colt et d'une variante optimisée pour l'aviation, plus tard appelée en anglais la Marlin gun (abréviation de Marlin machine gun, littéralement, « mitrailleuse Marlin », ainsi qu'elle est couramment appelée en français). En 1917 Marlin Rockwell a racheté la Hopkins & Allen Arms Company afin de promouvoir une gamme élargie d'armes à feu et de restaurer l'image de la société Marlin en tant que faiseurs de d'armes de chasse et de sport.
Durant la seconde guerre mondiale, la compagnie interrompit son activité pour se consacrer entièrement à la fabrication d'éléments d'armes de guerre, notamment des canons de fusils (de nombreux fusil Garand ont des canons Marlin). Au sortir du conflit, la fabrication d'armes de chasse et de sport repris peu à peu.
En 1953, Marlin Firearms déposa l'US Patent # 3,100,358 pour ce qui a été appelé "Rayures microsillons" en anglais "Microgroove", qui rompait avec la norme "Ballard," utilisée jusqu'alors. Les canons Ballard sont rayés "au bidet" par enlèvement de copeaux, une rayure à la fois le canon tournant d'un quart de tour à chaque passe pour un canon à quatre rayures, puis, après un tour complet, la passe est approfondie des quelques centièmes et ainsi de suite. Dans le procédé microsillons, le rayage s'effectue simultanément en une seule passe, c'est le brochage, d'où, gain de temps et réduction des coûts de production. Le principe des rayures microsillons est décrite dans le brevet 5 comme ayant des rainures pour chaque dixième de pouce d'un diamètre d'alésage, et que le côté d'entraînement de chaque rayure serait "disposé tangentiellement" pour empêcher l'encrassement en cours d'utilisation.
Marlin introduisit les rayures "Microgroove"  dans son catalogue avec les carabines .22  en juillet 1953, avec 16 rainures qui étaient .014 "de large, et nominalement 0,0015" de profondeur, quand les canons rayés selon le procédé Ballard ont des rayures allant de 0,069 à 0,090 "de large, et de 0,0015 à 0,003" de profondeur. Ce changement a été annoncé dans le catalogue 1954 de Marlin, comme ayant de nombreux avantages: Une meilleure précision, plus de facilité de nettoyage, l'élimination des fuites de gaz, des vitesses plus élevées avec des pressions de chambre inférieures. Le catalogue affirmait également que les rayures Microgroove  ne labouraient pas l'enveloppe du projectile aussi profondément que les rayures Ballard, améliorant ainsi la précision avec des balles blindées à la vitesse standard.
Marlin Firearms Co est resté pendant un siècle comme un outsider de Winchester en particulier sur le marché des carabine à levier de sous-garde.
À l'exception cependant, des carabines "lever action" en 22lr que Marlin produit depuis 1892 avec la Marlin modèle 1892 alors que la première Winchester dans ce calibre, la 1894/22, n'est apparue qu'en 1972.
Cependant, dans les années 1980 et 1990, Marlin commença finalement, à dépasser son ancien rival. Il est actuellement le premier fabricant et vendeur de fusils à levier en Amérique du Nord. Son choix de l'éjection latérale permet à ses armes de recevoir tous types de système de visée sur le boitier de culasse. Chose impossible avec une Winchester traditionnelle, à cause de l'éjection sur le dessus. Cela a permis Marlin de prendre plus de parts de marché quand les tireurs américains en sont venus à utiliser de plus en plus de lunettes et autres optique.
Les armes Marlin sont plus longues, plus robustes et plus lourdes que la plupart des modèles de la ligne Winchester comparables, ce qui permet d'utiliser des cartouches plus puissantes comme le .45-70 ou le 444 Marlin. Les carabines Modèle 1894 à levier de Marlin sont disponibles dans les calibres d'armes de poing courants comme le .357 Magnum, .44 Magnum, et .41 Magnum, ce qui en fait les compagnons idéaux des revolvers dans ces calibres.

## Productions
- Marlin Mod. 1898, fusil à pompe de calibres 12, 16 et 20[1]
- pistolet-mitrailleur UD M42
- carabines de chasse Modèle 336
- Marlin n ° 20, une carabine de calibre .22 à pompe fusil à canon tubulaire
- Marlin 20, un .22 short, .22 Long et .22 long rifle carabine à verrou
- Marlin Model 27 et 27s, fusils à pompe chambré dans plusieurs cartouches de poudre sans fumée. Les premiers modèles avaient des canons octogonaux
- Marlin Model 1893, carabine à répétition à levier , précurseurs du modèle 36 et 336
- Marlin modèle 1895 Fusil à répétition militaire, 6 versions: 1895, G, GBL, GS, M, SBL. Tous sont chambrés pour le calibre 45/70, sauf pour le "M" (.450) [2]
- Marlin Modèle 444, produite à partir de 1964 à nos jours. Les variations incluent (du plus ancien au plus récent) 444T, 444S, 444SS, 444p (Pourvoirie) et 444XLR
- Marlin Modèle 1897, carabine à répétition à levier tirant le 22 short, 22 long et 22LR, précurseur du modèle 39 et 39A
- Marlin Modèle 25M, .22 WMR carabine à verrou
- Marlin modèle 25N, maintenant le modèle 925, une carabine à verrou tirant le .22 short, .22 Long et .22 long rifle
- Marlin modèle XT-22 disponible en 22 long rifle et 0,22 WMR, Il y a 15 variations de ce fusil Marlin disponibles
- Marlin Golden 39A, tirant le 22 short, 22 long et 22LR(suivant versions), l'arme ayant la plus longue production en continu dans le monde.
- Marlin Levermatic, carabine à répétition à levier innovante par sa course réduite, existe dans une variété de petits calibres
- Marlin Model 60, une carabine .22 LR  semi auto à magasin tubulaire très populaire
- Marlin modèle 1894, carabines à répétition à levier tirant différent calibres de revolver: 44-40 WCF - 357 Magnum (1894C), 41 Magnum (1894FG & 1894S), 44 Magnum (1894SS ou 1894 de plaine), et 45 Colt (1894 Cowboy)
- Marlin modèle 336, l'un des fusils de chasse à levier les plus populaires dans le monde
- Marlin Camp Carbine, une carabine semi auto à chargeurs en 9 para ou 45 ACP
- Marlin Modèle 70P "Papoose", une carabine semi auto poids léger, à chargeurs  avec canon détachable; elle est conçue pour être démonté et facilité son transport en camping, randonnée, etc.
- Marlin modèle 795, un fusil semi-automatique .22 LR.
- Marlin modèle 700, un fusil semi-automatique .22LR similaire au modèle 795, mais a un canon lourd conique
- Marlin 780, un fusil de chasse à verrou
- Marlin modèle 7000, un LR fusil semi-automatique .22LR, similaire au modèle 795, mais avec un canon lourd cylindrique
- Marlin modèle 2000, une carabine à verrou .22 LR , conçu pour la compétition de biathlon
- Marlin Modèle MR7, un fusil à percussion centrale et verrou long disponible dans .30-06, .270, et de 0,25 à 06 fabriqué entre 1996-1999 Quelques-uns ont été proposés en .280 Remington en 1999
- Marlin Modèle XL7, un fusil à percussion centrale et verrou long disponible  en .30-06, .270, et .25- 06
- Marlin Modèle XS7, un fusil à percussion centrale et verrou court disponible  en .308, .243 Win, et 7mm-08
- Marlin modèle 1881, l'un des premiers fusils à répétition à levier de gros calibre